# Comuna Oțeleni, Iași
Oțeleni (în maghiară Acélfalva) este o comună în județul Iași, Moldova, România, formată din satele Hândrești și Oțeleni (reședința).

## Geografie
Comuna se află în sud-vestul județului, la limita cu județul Neamț. Este străbătută de șoseaua județeană DJ280, care o leagă spre nord de Strunga (unde se termină în DN28) și spre sud-est în județul Neamț de Bâra, Stănița, înapoi în județul Iași la Dagâța și mai departe în județul Vaslui la Băcești (unde se termină în DN15D).

## Demografie
Componența etnică a comunei Oțeleni
     Români (88,89%)
     Alte etnii (0,1%)
     Necunoscută (11%)
Componența confesională a comunei Oțeleni
     Romano-catolici (57,25%)
     Ortodocși (30,6%)
     Alte religii (0,91%)
     Necunoscută (11,25%)
Conform recensământului efectuat în 2021, populația comunei Oțeleni se ridică la 2.863 de locuitori, în scădere față de recensământul anterior din 2011, când fuseseră înregistrați 3.232 de locuitori. Majoritatea locuitorilor sunt români (88,89%), iar pentru 11% nu se cunoaște apartenența etnică. Din punct de vedere confesional, majoritatea locuitorilor sunt romano-catolici (57,25%), cu o minoritate de ortodocși (30,6%), iar pentru 11,25% nu se cunoaște apartenența confesională.

## Politică și administrație
Comuna Oțeleni este administrată de un primar și un consiliu local compus din 13 consilieri. Primarul, Ciprian Aiojoaei[*], de la Partidul Național Liberal, este în funcție din 1 noiembrie 2024. Începând cu alegerile locale din 2024, consiliul local are următoarea componență pe partide politice:
|  | Partid                          | Consilieri | Componența Consiliului | Componența Consiliului | Componența Consiliului | Componența Consiliului | Componența Consiliului | Componența Consiliului |
|  | ------------------------------- | ---------- | ---------------------- | ---------------------- | ---------------------- | ---------------------- | ---------------------- | ---------------------- |
|  | Partidul Național Liberal       | 6          |                        |                        |                        |                        |                        |                        |
|  | Alianța pentru Unirea Românilor | 3          |                        |                        |                        |                        |                        |                        |
|  | Partidul Social Democrat        | 3          |                        |                        |                        |                        |                        |                        |
|  | Partidul Mișcarea Populară      | 1          |                        |                        |                        |                        |                        |                        |

## Istorie
La sfârșitul secolului al XIX-lea, comuna nu exista, satele ei făcând parte din comunele Bâra (Oțeleni) și Miclăușeni (Hândrești), ambele în plasa Siretul de Sus a județului Roman. Comuna a apărut după al Doilea Război Mondial, prin comasarea celor două sate, pe teritoriul raionului Roman din regiunea Bacău (între 1952 și 1956, din regiunea Iași). În 1968, comuna a trecut la județul Iași.

## Monumente istorice
Trei obiective din comuna Oțeleni sunt incluse în lista monumentelor istorice din județul Iași ca monumente de interes local, toate fiind situri arheologice. Situl de la „Beizadeaua II” (2,5 km sud de satul Oțeleni) cuprinde urme de așezări din Epoca Bronzului Târziu (cultura Noua), secolul al IV-lea e.n. (epoca daco-romană), secolele al VII-lea–al VIII-lea (epoca migrațiilor), secolele al XV-lea–al XVI-lea, și secolul al XVII-lea. Situl de la „Movila lui Ștefan cel Mare” (2,5 km sud-est de satul Oțeleni) conține o așezare și o cetate din perioada Latène. Situl de la „Poiana”, aflat în marginea nordică a aceluiași sat, are în compunere așezări din secolele al II-lea–al III-lea e.n. (epoca romană) și din secolul al IV-lea e.n. (epoca migrațiilor).